# Kopke

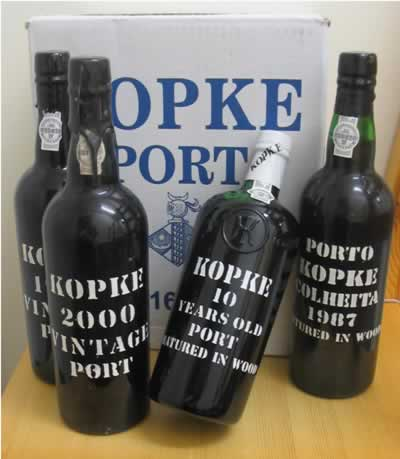
Verschiedene Arten von Kopke Portwein in der typisch schlichten Flasche

Kopke, vollständiger Name C. N. Kopke & Cª Lda., ist die älteste, heute noch existierende Portwein-Kellerei. Die Firma wurde 1638 von einem Deutschen gegründet, ist bis heute als Produzent von guten Jahrgangsweinen („Vintage“) und Colheitas bekannt und hat mit ihren Weinen zahlreiche Auszeichnungen gewonnen.

## Geschichte
Im Jahre 1636 kam die deutsche Familie Köpke von Hamburg nach Lissabon, wo der Kaufmann Nikolaus Köpke Generalkonsul der Hanse war. Zwei Jahre später gründete dessen Sohn Christian eine Exportfirma für portugiesische Produkte und Spezialitäten, insbesondere Wein, in Porto. Der Name Portwein war zu dieser Zeit noch nicht geprägt. Als Portwein immer beliebter wurde und ab etwa 1680 auch unter diesem Namen bekannt wurde, war Köpke einer der ersten und führenden Exporteure. Mit der Zeit konzentrierte sich Köpke immer mehr auf den Portwein.
Über mehr als zwei Jahrhunderte blieb die Firma im Besitz der Familie Kopke (das ö wurde mit der Zeit durch o ersetzt), die trotz ihrer deutschen Herkunft schon bald als einheimisch/portugiesisch angesehen wurde. Da die Archive der Firma bei einem Brand im Jahre 1882 zerstört wurden, kann heute die genaue Beteiligung der Familienmitglieder nicht mehr genau rekonstruiert werden. Immer wieder tauchen aber die Vornamen Nicolau (Nicolaus) und Christiano (Christian) auf. Die Familie hatte über das Haus hinaus großen Einfluss auf den Portweinhandel und spielte bei der Gründung der Real Companhia (Königliche Handelsgesellschaft) für Portwein unter dem Marquês de Pombal eine wichtige Rolle.
Das letzte bekannte Familienmitglied war Joaquim Augusto Kopke (1806–1895), begründete in Porto die örtliche Handelsgesellschaft, die er auch leitete und übte großen Einfluss auf den portugiesischen Handel aus. Aufgrund seiner großen militärischen Verdienste im Miguelistenkrieg wurde er von Königin D. Maria II. zum Baron von Massarelos ernannt.
Joaquim Augusto Kopke holte mit der britischen Familie Bohane einen Partner in die Portweinfirma. Ab 1870 übernahmen die Bohanes die Führung der Firma von London aus und sie hielten diese, bis sie infolge des Zweiten Weltkrieges in finanzielle Schwierigkeiten gerieten und Kopke 1953 an den bekannten Portweinhändler Manuel Barros verkaufen mussten. Obwohl die Barros-Gruppe zahlreiche Portweinhäuser unter einer Führung vereinigte, genoss das Haus Kopke weitgehende Autonomie. Im Jahre 2006 wurde das Haus Kopke schließlich an die Sogevinus-Gruppe verkauft, zu der auch andere, so namhafte Häuser wie Cálem, Burmester und Gilberts gehören.

## Weingüter und Kellerei
Die Reben für Kopkes Spitzensorten stammen hauptsächlich aus den Quintas (Weingütern) São Luiz, Lobata und Mesquita. Diese liegen auf der linken Seite des Flusses Douro im Gebiet Cima-Corgo nahe der Stadt Pinhão im Kreis Alijó und werden der Kategorie "A" zugerechnet. Es werden vor allem Reben der Sorten Touriga Francesca, Touriga Nacional, Tinta Roriz und Tinta Barroca verarbeitet.
Die Kellerei Kopke liegt in der Rua Serpa Pinto 183–191 im Bezirk Entreposto de Gaia in Vila Nova de Gaia, wo traditionell die meisten alten Portweinkellereien angesiedelt sind. Die Kellerei benutzt bis heute ausschließlich Pipen (Fässer) aus Holz.

## Weine
Kopke ist bekannt für seine hochwertigen Jahrgangsweine, Colheitas und Single-Quintas von der Quinta Sao Luiz, aber auch für gehobene Late Bottled Vintages, Rubies und Tawnies.
Kopke Portweine haben bei Weinwettbewerben und -ausstellungen einige angesehene önologische Auszeichnungen gewonnen, unter anderem:
- 2002er Quinta S. Luiz: Gold-Medaille auf der Monde Sélection, Brüssel, 2005
- 1997er Colheita: Gold-Medaille auf der Monde Sélection, Brüssel
- 1994er Colheita: Gold-Medaille auf der Challenge International du Vin, Bordeaux
- 1985er Vintage: Gold-Medaille auf der Wine Masters Challenge, Lissabon
- 1967er Colheita: Gold-Medaille auf der International Wine and Spirit Competition („Bester Portwein“)
- 1960er Colheita; Abfüllung 2020; 95 PP bei einem Lagerungspotential bis 2050

Eine besondere Spezialität des Hauses Kopke sind seine Colheitas (im Fass gelagerte Portweine eines Jahrganges). Kopke produziert fast jedes Jahr einen Colheita und hatte zeitweise weltweit über 20 % Marktanteil bei diesem Portweintyp (Stand 2000).
Vereinzelt hat Kopke in der Vergangenheit auch die dem Port eng verwandten Madeira-Weine produziert.

## Bekannteste Familienmitglieder
- Diogo Kopke, portugiesischer Publizist
- Joaquim Augusto Kopke, portugiesischer Unternehmer, Adliger, Militär.

## Belege
1. ↑  Geschichte des Hauses Kopke (Memento vom 17. April 2007 im Internet Archive)